# Сташук Олександр Іванович
Олекса́ндр Іва́нович Сташу́к — полковник Збройних сил України, учасник російсько-української війни, що відзначився під час російського вторгнення в Україну в 2022 році.
Обіймає посаду (з жовтня 2017 року) командира 156-го зенітного ракетного полку імені Максима Кривоноса (156 ЗРП, в/ч А1402) повітряного командування «Центр» ЗСУ.

## Нагороди
- орден Данила Галицького (2022) — за особисту мужність і самовіддані дії, виявлені у захисті державного суверенітету та територіальної цілісності України, вірність військовій присязі[4].